# Ibn al-ʿArīf
Aḥmad ibn Muḥammad Ibn al-ʿArīf (kurz Ibn al-ʿArīf, arabisch ابن العريف, spanisch Abenalarif; geborene am 24. Juni 1088 in Ceuta; gestorben am 27. September 1141 in Marrakesch) war ein andalusischer islamischer Mystiker (Sufi), Theologe und Dichter. In Almería begründete er eine Sufi-Bruderschaft (Tarīqa), die auf den Lehren von Ibn Masarra beruhte. Den Namen Ibn al-ʿArīf (Sohn des ʿArīf) erhielt er durch das Amt seines Vaters, der als ʿArīf in Tanger, die Nachtwache befehligte. Zunächst wurde Ahmad bei einem Weber in die Lehre gegeben, erhielt aber dann trotz Widerstände eine religiöse Ausbildung und erwarb sich einen Ruf als Traditionarier.

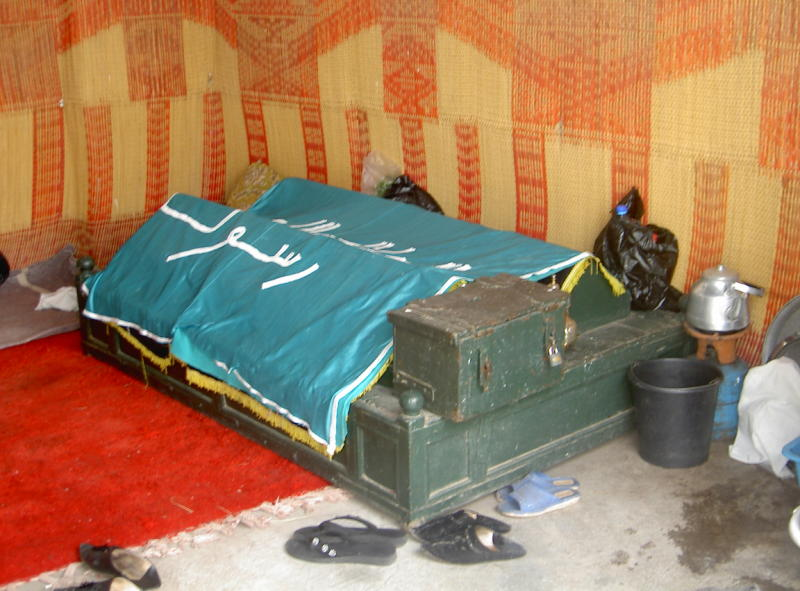
Grab in Marrakesch

Er ist Verfasser des Maḥāsin al-maǧālis. Der spanische Gelehrte Miguel Asín Palacios (1871–1944) hat das Werk ins Spanische und Ferdinand Cavallera (1875–1954) hat seine Übersetzung ins Französische übersetzt. Das Werk wurde auch ins Englische übersetzt. Das Grab von Ibn al-ʻArīf befindet sich in Marrakesch.

## Werk
- Maḥāsin al-maǧālis (محاسن المجالس) 
  - Maḥāsin al-majālis. Aḥmad ibn Muḥammad Ibn al-ʻArīf; Miguel Asín Palacios; Ferdinand Cavallera. Paris : Librairie Orientaliste P. Geuthner, 1933. Collection de textes inédits relatifs à la mystique musulmane, t. 2 (Digitalisat)
  - Maḥāsin al-majālis = The attractions of mystical sessions. Ibn al-ʻArīf ; translated by William Elliott and Adnan K. Abdulla. Maḥāsin al-majālis. English & Arabic. [Amersham] : Avebury, 1980. (searchworks.stanford.edu)